# Шумовск
Шумовск (каз. Шумовск) — упразднённое село в Зыряновском районе Восточно-Казахстанской области Казахстана. Ликвидировано в 1990-е годы.

## Географическое положение
Располагалось на реке Хамир в 5 км к северо-востоку от села Путинцево.

## Население
В 1989 году население села составляло 6 человек. Национальный состав: русские.